# ゲオルゲ・クライオヴェアヌ
ゲオルゲ・クライオヴェアヌ（Gheorghe 'Gică' Craioveanu、1968年2月14日 - ）は、ルーマニア・フネドアラ県出身の元サッカー選手。ルーマニア代表。ポジションはFW。

## 経歴

### ルーマニア時代
ウニヴェルシタテア・クライオヴァに所属していた1991年、ルーマニアリーグで優勝した。このとき彼は13試合に出場して3得点した。1991-92シーズンはUEFAチャンピオンズカップに出場したが、1回戦でキプロスのアポロン・リマソールに2試合合計2-3で敗れた。1993-94シーズンは21得点、1994-95シーズンは27得点でそれぞれ得点王に輝いた。しかしクラブは両シーズンともステアウア・ブカレストに次ぐ2位で優勝を逃した。UEFAカップには1994-95シーズンに出場し、予選でディナモ・トビリシに敗れて敗退した。

### スペイン時代
1995年にスペインのレアル・ソシエダに移籍した。レアルでは移籍初年度の1995-96シーズンに11得点し、3シーズンで26得点を挙げた。1998年、ビジャレアルCFに移籍した。1998-99シーズンは13得点を挙げたが、クラブはセグンダ・ディビシオン（2部）に降格した。1シーズンでプリメーラ・ディビシオン（1部）に昇格したが、昇格してから2シーズンは出場時間がめっきり減った。ビジャレアルCFでの4シーズンで28得点した後、2002年にセグンダ・ディビシオンのヘタフェCFに移籍した。2002-03シーズンは9得点した。2004年にプリメーラ・ディビシオンに昇格し、2シーズンを1部で過ごした後に引退した。彼はヘタフェに住んでいる。スペイン人女性との間にふたりの子どもがいるが、彼女とは離婚した。

### 代表
ルーマニア代表には、1993年9月8日のフェロー諸島戦でデビューした。25試合に出場し、4得点を挙げた。そのうちの3得点はリヒテンシュタインから奪ったものである。1998年、フランスW杯に出場した。2000年以降は代表から遠ざかった。

## 所属クラブ
- 1988-1990 / メタルルグ・スラティナ
- 1990-1995  FCウニヴェルシタテア・クライオヴァ
- 1995-1998  レアル・ソシエダ
- 1998-2002  ビジャレアルCF
- 2002-2006  ヘタフェCF

## 代表歴

### 出場大会
- ルーマニア代表
  - 1998 FIFAワールドカップ

### 試合数
- 国際Aマッチ 25試合 4得点（1993年-1999年）[3]

| ルーマニア代表 | 国際Aマッチ | 国際Aマッチ |
| 年             | 出場        | 得点        |
| -------------- | ----------- | ----------- |
| 1993           | 2           | 0           |
| 1994           | 1           | 0           |
| 1995           | 2           | 0           |
| 1996           | 4           | 1           |
| 1997           | 7           | 3           |
| 1998           | 4           | 0           |
| 1999           | 5           | 0           |
| 通算           | 25          | 4           |

## タイトル
ウニヴェルシタテア・クライオヴァ
- ディヴィジアA優勝：1回
  - 1990-91
- ディヴィジアA得点王：2回
  - 1993-94 (21得点)
  - 1994-95 (27得点)